# Ingolf Ruge

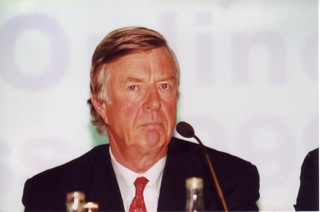
Ingolf Ruge, 2012

Ingolf Hermann Max Ruge (* 22. Dezember 1934 in Schweidnitz, Schlesien) ist ein deutscher Elektroingenieur und ehemaliger Leiter des Lehrstuhls für Integrierte Systeme der Technischen Universität München.

## Leben
Ruge studierte Elektrotechnik an der TH München. Nach dem Diplom (1958) und der Promotion (1964), habilitierte er sich im Jahr 1967 auf dem Gebiet der Festkörperphysik. Nach mehreren Gastaufenthalten in Forschungslaboratorien der Industrie in den Vereinigten Staaten, wurde er im Jahr 1969 Professor an der Technischen Hochschule in München, wo er zuvor wissenschaftlicher Assistent gewesen war. Um die international anerkannten Arbeiten seiner Münchener Forschungsgruppe zur Ionenimplantation nicht zu unterbrechen, schlug er den Ruf von Johannes Rau an die Ruhr-Universität Bochum aus und übernahm stattdessen die Leitung des neu gegründeten Lehrstuhls für Integrierte Schaltungen an der Technischen Universität München. Mit seiner Pensionierung 2003 wurde Ruge in den Status des emeritierten Ordinarius versetzt.

## Wirken
Auf seine Initiative hin wurden das Fraunhofer-Institut für Festkörper-Technologie (IFT) und das Fraunhofer-Institut für Telekommunikation in München gegründet. 20 Jahre war Ruge im Wissenschaftlich Technischen Beirat mehrerer Bundesregierungen und beriet in wichtigen Fragen der Informationstechnik. Ruge hat 170 Doktoranden promoviert, darunter Ulrich Steger, Rudi Knorr, sowie Heiner Ryssel. 1973 gründete er in Eigeninitiative sein erstes Fraunhofer-Institut. Dieses Institut für Festkörper-Technologie IFT ist heute in der Fraunhofer-Einrichtung für Modulare Festkörpertechnologien  EMFT aufgegangen. Seine Leitung oblag ihm bis 1999. Im selben Jahr gründete Ruge sein zweites Fraunhofer-Institut, diesmal für Systeme der Telekommunikation. 2002 gab er auch dessen Leitung ab.

## Berater der Politik
Ruge war von 1985 bis 1987 zum Mitglied der Regierungskommission der Postreform. Außerdem gehörte er von 1987 bis 1991 dem Technischen Beirat unter Christian Schwarz-Schilling, Bundesminister für das Post- und Fernmeldewesen, an. 2000 bis 2005 war er Mitglied des IT-Beirats sowie von 2006 bis 2011 Mitglied der AG II des nationalen IT-Gipfels, einem jährlich stattfindenden Kongress zur Stärkung des IT-Standorts Deutschlands. Ruge gehörte von 2001 bis 2010 der IT-Kommission der UNO an. Von 1982 bis 1988 arbeitete Ruge im Beirat für Wissenschafts- und Hochschulfragen des Bayerischen Kultusministers mit. Von 1987 bis 2002 war er Mitglied in den Wissenschaftlich-Technischen-Beirat der bayrischen Staatsregierung. 2002 beendete er nach neun Jahren seine Tätigkeit für den Wissenschaftlichen Beirat der Bayerischen Forschungsstiftung. Seit 1995 hatte er zusätzlich den Vorsitz des externen Beirats für das Projekt „BayernOnline“ der Bayerischen Staatsregierung inne, dessen Sprecher der Veranstalter des BayernOnline Kongresses er bis 2007 war. Ruge war zehn Jahre Vorsitzender des Aufsichtsrats der Schneider Technologies AG, Türkheim, sowie der Sartorius AG, Göttingen. Zwischen 1999 und 2005 gehörte er dem Aufsichtsrat der Infineon Technologies AG, München, an.

## Ehrungen
- Bundesverdienstkreuz am Bande (1987)
- Bayerischer Verdienstorden (1991)
- Bundesverdienstkreuz I. Klasse (1993)
- Großes Bundesverdienstkreuz (2004)